# Anomiopus sulcaticollis
Anomiopus sulcaticollis är en skalbaggsart som beskrevs av Canhedo 2006. Anomiopus sulcaticollis ingår i släktet Anomiopus och familjen bladhorningar. Inga underarter finns listade i Catalogue of Life.